# Jiayi
Jiayi (chiń. 嘉義; pinyin Jiāyì; Wade-Giles Chia-i; pe̍h-ōe-jī Ka-gī, oficjalnie używana nazwa w alfabecie łacińskim: Chiayi) – miasto w zachodnim Tajwanie, u podnóża gór Alishan Shanmai. W 2010 roku liczyło 272 390 mieszkańców. Ważny węzeł komunikacyjny.
W czasie okupacji Tajwanu (1895–1945) Japończycy wybudowali linię wąskotorową łączącą miasto z ośrodkami produkcji trzciny cukrowej na zachodzie oraz z górami Alishan, skąd transportowano drewno. Ze względu na dogodne położenie Jiayi rozwinęło się jako centrum handlu.
Znaczenie miasta wzrosło w latach 1920–30, kiedy ukończono budowę systemu irygacyjnego Jianan, który nawadnia duży obszar równinny pomiędzy Jiayi i Tainan na południu. W regionie prowadzi się wycinkę drzew, z których produkuje się w mieście papier i sklejkę. Ponadto Jiayi jest ośrodkiem przemysłu gumowego (opony), budowlanego (cement) i spożywczego (alkohol).
5 marca 1910 roku urodził się tam Momofuku Andō (zm. 2007), twórca popularnych zup błyskawicznych.

## Podział administracyjny
Miasto Jiayi dzieli się na 2 dzielnice:
| Nazwa | Chiński | Populacja (2010) | Powierzchnia (km²) |
| ----- | ------- | ---------------- | ------------------ |
| Dong  | 東區    | 125 297          | 29,1195            |
| Xi    | 西區    | 147 093          | 30,9061            |

## Miasta partnerskie
- Syracuse, Nowy Jork, Stany Zjednoczone